# 1861年1月11日日食
1861年1月11日日食为一次在协调世界时1861年1月11日出現的日環食。該次日食食分為0.9664，食甚維持3分30秒。

## 概述
這次日食的食分是0.9664，環食維持3分30秒。

## 基本參數
- 類型：日環食
- 食甚資料：
  - 日期：1861年1月11日
  - 時間：3時29分23秒
  - 地點：32S 133E
  - 食分：0.9664
  - 日環食持續時間：3分30秒

## 外部連結
- NASA日食專頁（页面存档备份，存于）（英文）